# Iztok Purič
Iztok Purič (ur. 9 kwietnia 1954) – słoweński menedżer i polityk, w latach 2018–2019 minister bez teki ds. rozwoju, projektów strategicznych i spójności.

## Życiorys
W 1985 został absolwentem studiów z zakresu organizacji pracy na Uniwersytecie Mariborskim. W 1996 uzyskał na tej uczelni magisterium z zarządzania zasobami ludzkimi i edukacji, a w 2003 obronił doktorat z nauk o zarządzaniu. Opublikował kilka książek, wykładał m.in. na Uniwersytecie w Celje. Pracował jako dyrektor departamentu kadr w spółce Žito, objął potem tożsame stanowisko w fabryce chemicznej Exoterm. Następnie kierował działem technicznym, a od 2000 do 2012 był dyrektorem państwowego przedsiębiorstwa Brdo (zrezygnował po ujawnieniu nieprawidłowości podczas kontroli). Później przeszedł na emeryturę.
Związał się z Partią Alenki Bratušek. W czerwcu 2018 ubiegał się o mandat poselski, a w listopadzie tegoż roku o urząd burmistrza Kranja. 22 grudnia 2018 powołany na stanowisko ministra bez teki ds. rozwoju, projektów strategicznych i spójności w rządzie Marjana Šarca. Zrezygnował z funkcji we wrześniu 2019 po konflikcie z władzami SAB. Związał się później z Listą Marjana Šarca.